# Julida
Julida é uma ordem de milípedes. Os membros são essencialmente pequenos e cilíndricos, normalmente variando de 10–120 mm (0.39–4.72 in) de comprimento. Os olhos podem estar presentes ou ausentes e, em machos maduros de muitas espécies, o primeiro par de pernas é diferente dos restantes, em estruturas semelhantes a ganchos. Além disso, ambos os pares de patas no sétimo segmento do corpo dos machos são diferentes em gonópodes.

## Classificação
A ordem Julida contém aproximadamente 750 espécies, divididas nas seguintes superfamílias e famílias:
Blaniuloidea C. L. Koch, 1847
- Blaniulidae C. L. Koch, 1847
- Galliobatidae Brolemann, 1921
- Okeanobatidae Verhoeff, 1942
- Zosteractinidae Loomis, 1943

Juloidea Leach, 1814
- Julidae Leach, 1814
- Rhopaloiulidae Attems, 1926
- Trichoblaniulidae Verhoeff, 1911
- Trichonemasomatidae Enghoff, 1991

Nemasomatoidea Bollman, 1893
- Chelojulidae Enghoff, 1991
- Nemasomatidae Bollman, 1893
- Pseudonemasomatidae Enghoff, 1991
- Telsonemasomatidae Enghoff, 1991

Paeromopodoidea Cook, 1895
- Aprosphylosomatidae Hoffman, 1961
- Paeromopodidae Cook, 1895

Parajuloidea Bollman, 1893
- Mongoliulidae Pocock, 1903
- Parajulidae Bollman, 1893